# Tecpán Guatemala

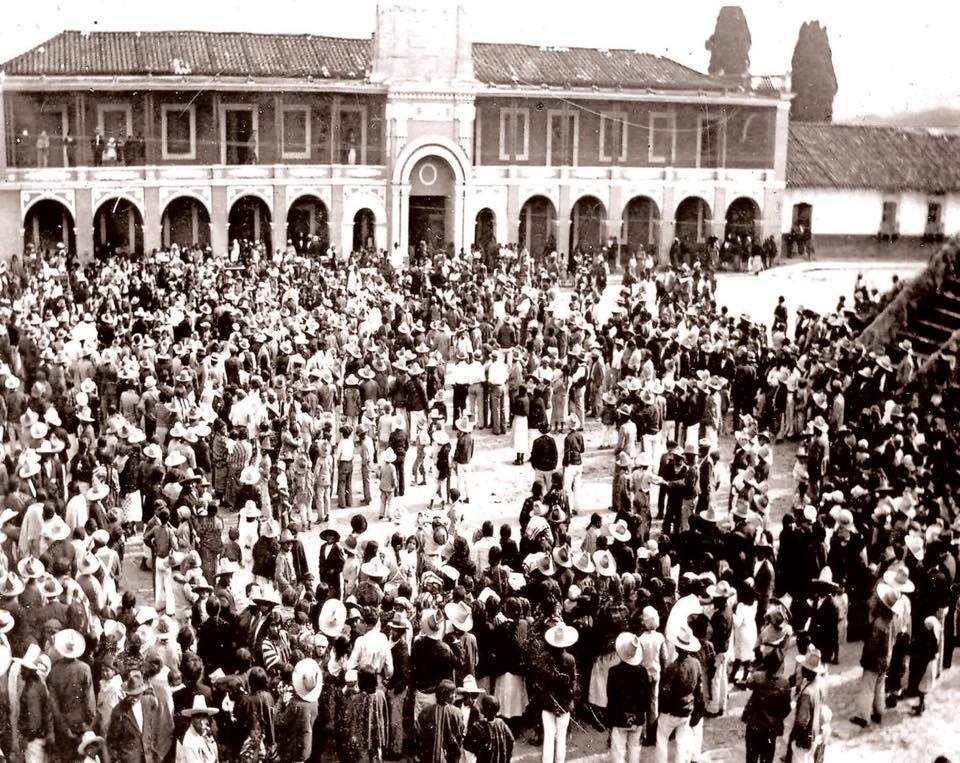
Tecpan 1893

Tecpán Guatemala – miasto w Gwatemali w departamencie Chimaltenango. Przemysł spożywczy, włókienniczy. Miasto jest siedzibą władz gminy o tej samej nazwie, która w 2012 liczyła 85 967 mieszkańców.